# 歴史 (ポリュビオス)

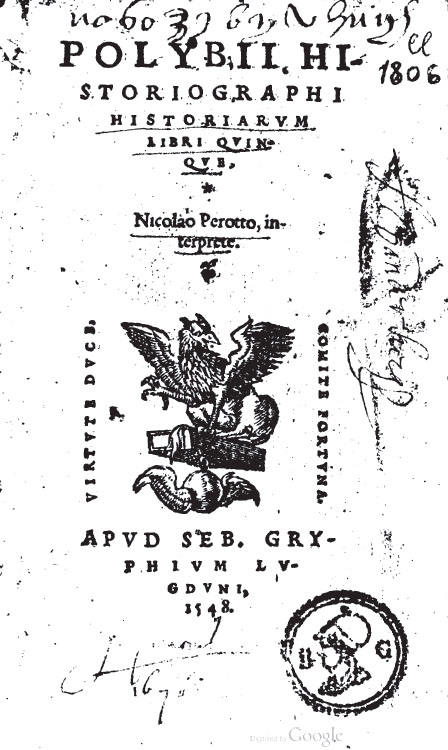
歴史

『歴史』(希：ギリシア語: Ἰστορίαι、Historiai)とは紀元前2世紀頃に書かれた古代ギリシアの政治家であり歴史家ポリュビオスによる歴史書である。

## 内容
ポリュビオスはギリシアのメガロポリスの貴族であったが、古代ローマとの戦いに敗北し、反ローマの陰謀の容疑でローマに連行された。抑留中に、ローマが短期間で支配地域を拡大した歴史に関心を寄せる。結果的にポリュビオスは裁判の判決を受けず紀元前150年に帰国を許されたが、彼はスキピオ一族との親交があったことからローマ軍の陣中でカルタゴ滅亡を目撃した。
本書は全40巻であるが、当初の構想は第三次マケドニア戦争の叙述が含まれる第29巻までだった。第30巻以降は第3次ポエニ戦争、地中海世界の統合、ケルティベリア人の反乱、アカイア連邦の反乱、紀元前146年のコリントス陥落までが叙述された。しかし現存するのは最初の5巻までであり、大部分は作者自身が作成した摘要などで残るのみとなる。歴史叙述だけでなく政体循環史観という独自の歴史観を示したことからも知られている。
ポリュビオスは政治秩序の本性が政体の循環であるとして「それによってさまざまの政体は変化し移行しまた出発点に戻る」と論じた。例えば寡頭制の害悪を経験した人々がいる間は平等主義や言論の自由を重要視する人々が民主制を支持するが、孫の世代になると自由と平等に慣れきってしまうために自由や平等の価値を大事にせず、暴力的な政体へと回帰するとした。ポリュビオスはこの観点からローマの繁栄もいずれは衰退に向かうと指摘し、自然に成長したように自然に下落していくことを見通しながら、歴史の叙述によってそれを明らかにしようと試みている。

## 書誌情報
- Polybius, The Histories. with an English translation by W. R. Paton, The Loeb Classical Library, 1960. 6vol.

ポリュビオスの『歴史』全39巻のうち、日本語訳があるものを以下に示す。
- 『世界史』、全3巻
  - 『世界史I』（竹島俊之訳、龍渓書舎、2004年、ISBN 4844754866）- 第1巻～第6巻
  - 『世界史II』（竹島俊之訳、龍渓書舎、2007年、ISBN 9784844754879）- 第7巻～第18巻
  - 『世界史III』（竹島俊之訳、龍渓書舎、2007年、ISBN 9784844754886）- 第19巻～第39巻
- 『歴史』、全4巻
  - 『歴史1』（城江良和訳、京都大学学術出版会「西洋古典叢書」、2004年、ISBN 9784876981564）- 第1巻～第3巻
  - 『歴史2』（城江良和訳、京都大学学術出版会「西洋古典叢書」、2007年、ISBN 9784876981694）- 第4巻～第8巻
  - 『歴史3』（城江良和訳、京都大学学術出版会「西洋古典叢書」、2011年、ISBN 9784876981922）- 第9巻～第21巻
  - 『歴史4』（城江良和訳、京都大学学術出版会「西洋古典叢書」、2013年、ISBN 9784876982523）- 第22巻～第39巻